# Орта-Каралез
Орта́-Карале́з (укр. Орта-Каралез, крымскотат. Orta Qaralez, Орта Къаралез) — исчезнувшее село в Бахчисарайском районе Республики Крым, включённое в состав Красного Мака. Располагалось на западном склоне Каралезской долины, в среднем течении реки Ураус-Дереси, левого притока Бельбека, сейчас южная часть села.

## История
Слово орта с крымскотатарского переводится, как средний, то есть, означает Средний Каралез (между Юхары-Каралезом — верхним и Ашага-Каралезом — нижним. Встречающийся вариант Орта-Кисек-Каралез — средняя часть Каралеза наиболее полно отражает суть названия. Видимо, Орта-Каралез исторически был частью (приходом-маале?) Каралеза, поскольку даже в Камеральном Описании Крыма 1784 года — документе, отразившем административное деление в последний период Крымского ханства, среди селений бакчи-сарайскому каймаканства Мангупскаго кадылыка он не записан. Не числится Орта-Каралез ни в Ведомости о всех селениях в Симферопольском уезде состоящих с показанием в которой волости сколько числом дворов и душ… от 9 октября 1805 года, ни в «Ведомости о казённых волостях Таврической губернии 1829 года». На карте 1836 года в Орта-Каралезе 16 дворов, а на карте 1842 года числилось 26 дворов. Во время Крымской войны, после оставления Севастополя в августе 1855 года, в русле действий по предовращению проникновения войск пртивника во внутренние районы Крыма, в селении размещался штаб 3-го пехотного корпуса.
Есть деревня в «Списке населённых мест Таврической губернии по сведениям 1864 года», составленному по результатам VIII ревизии 1864 года: Юхары-Каралез и Орта-Кисек-Каралез записаны в одной строке, как владельческая татарская деревня и владельческие дачи, с 69 дворами, 439 жителями, 2 мечетями и 2 водяными мельницами при источнике безъименном. На трехверстовой карте Шуберта 1865—1876 года в Орта-Каралезе обозначено 43 двора.
Вновь селение встречается на карте ЮБК 1924 года и в Списке населённых пунктов Крымской АССР по Всесоюзной переписи 17 декабря 1926 года, согласно которому в селе Орта-Каралез, Биюк-Каралезского сельсовета Бахчисарайского района, числилось 68 дворов, из них 67 крестьянских, население составляло 239 человек (107 мужчин и 132 женщины). В национальном отношении учтено: 238 татар и 1 русский. При этом на картах Крымского Статистического Управления 1922 года и генштаба РККА 1941 года Орта-Каралез не обозначен и в дальнейшем в доступных источниках не встречается.